# Monuments
Monuments is een Britse progressieve metalband afkomstig uit Londen.

## Biografie
De band werd opgericht in 2007 door Fellsilent-gitarist John Browne en The Tony Danza Tapdance Extravaganza-gitarist Josh Travis. In de daaropvolgende jaren onderging de band meerdere wijzigingen in zijn bezetting en brachten ze tevens twee demo's uit. In 2012 maakte de band bekend dat zij een contract hadden getekend bij Century Media Records. Diezelfde dag kondigden zij tevens aan dat zanger Matt Rose zich bij hen had gevoegd. 
Op 28 februari 2012 bracht de band haar debuutalbum Gnosis uit. Ter promotie verzorgde de band het voorprogramma van de Euroblast Tour naast onder meer Jeff Loomis en Vildhjarta. Begin 2013 toerden ze wederom door Europa als voorprogramma voor Born of Osiris en After the Burial. In juli van datzelfde jaar aan kondigde de band aan dat Chris Barretto de eerder al vertrokken Matt Rose zou gaan vervangen. 
Op 15 juni 2014 verscheen het tweede album van de band, The Amanuensis. De drums voor het album zijn opgenomen in de Monnow Valley studio met Romesh Dodangoda. De rest is opgenomen door John Browne zelf. Die zomer was de band te zien op meerdere festivals. Zo stonden ze onder meer op de Red Bull Studios Live Stage van het Download Festival. In de lente van 2015 verzorgde de band het voorprogramma van de Europese toer van de Australische band Karnivool.
In augustus van 2015 maakte drummer Mike Malyan bekend genoodzaakt te zijn de band te verlaten door een blessure aan zijn schouder en rug. Zijn vervanger Anup Sastry verliet de band een jaar later alweer. Op Facebook gaf Sastry aan dat ze vriendschappelijk uit elkaar waren gegaan. In 2018 zou hij wel nog kortstondig terugkeren om de drums in te spelen voor het derde album van de band, Phronesis. Ter promotie van dit album toerde de band met een 31 optredens tellende de toer als hoofdprogramma door het Verenigd Koninkrijk en de rest van Europa.
Op 1 juli 2019 kondigde Chris Barretto aan de band vanwege persoonlijke redenen te verlaten. De band kondigde Andy Cizek eerst aan als tijdelijke vervanger, maar even later maakten zij bekend dat Cizek bij de band zou blijven. Later dat jaar keerde de inmiddels herstelde Mike Malyan terug bij de band.

## Bezetting
| Huidige leden - John Browne – gitaar (2007–heden) - Adam Swan – bas (2010-heden) - Olly Steele – gitaar (2011–heden) - Mike Malyan – drums (2010–2015, 2019–heden) - Andy Cizek – leidende vocals (2019–heden) | Voormalige leden - Josh Travis – leidende vocals, gitaar (2007–2010) - Neema Askari – leidende vocals (2010–2011) - Greg Pope – leidende vocals (2010–2011) - Matt Rose – leidende vocals(2012–2013) - Chris Barretto – leidende vocals, saxofoon (2013–2019) - Anup Sastry – drums (2015–2016) - Daniel Lang – drums (2018–2019) |

Tijdlijn

## Discografie
Studioalbums
- 2012 - Gnosis
- 2014 - The Amanuensis
- 2018 - Phronesis

Demo's
- 2006 - ...And It Will End in Dissonance
- 2010 - We Are the Foundation